# Грабувка-Указова
Грабувка-Указова (пол. Grabówka Ukazowa) — село в Польщі, у гміні Аннополь Красницького повіту Люблінського воєводства.
Населення — 137 осіб (2011).
У 1975-1998 роках село належало до Тарнобжезького воєводства.

## Демографія
Демографічна структура станом на 31 березня 2011 року:
|          | Загалом | Допрацездатний вік | Працездатний вік | Постпрацездатний вік |
| -------- | ------- | ------------------ | ---------------- | -------------------- |
| Чоловіки | 74      | 9                  | 50               | 15                   |
| Жінки    | 63      | 12                 | 27               | 24                   |
| Разом    | 137     | 21                 | 77               | 39                   |